# Pałac Augustówek w Grodnie
Augustówek – dawna podmiejska rezydencja króla Stanisława Augusta Poniatowskiego w południowo-zachodniej części Grodna.
Spalony przez Rosjan w 1915 roku i nieodbudowany.

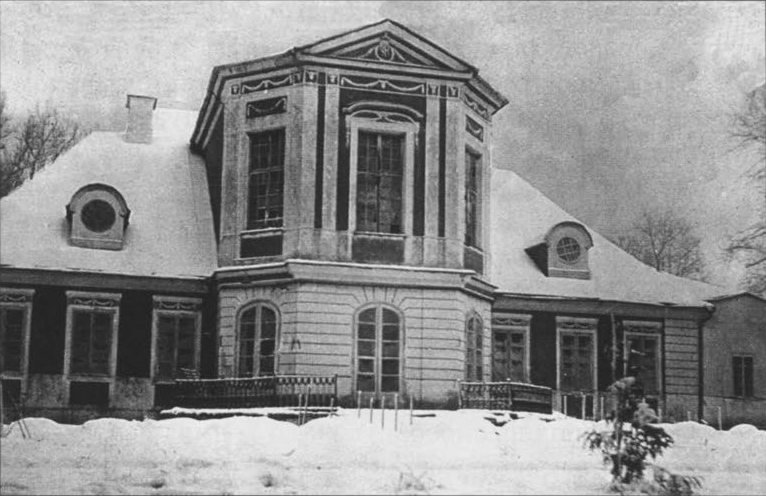
Pałac Augustówek od strony ogrodu przed 1915 r.

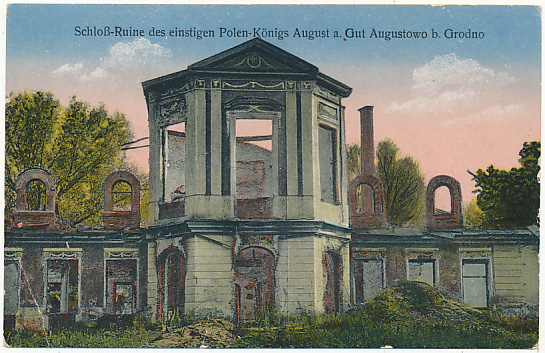
Augustówek między 1915-1918 rokiem

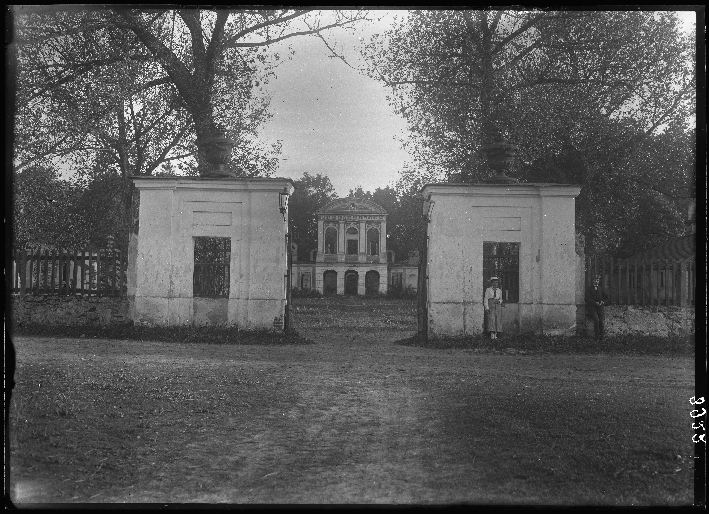
Pałac Augustówek przed 1939 r.

Założenie powstało w 2 poł. XVIII wieku na terenie leżącym obecnie w południowo-zachodniej części miasta, na lewym brzegu Niemna w okolicach dzisiejszej ulicy Riepina. Pałac zbudował według projektu włoskiego architekta Giuseppe de Sacco lub wg projektu Ferdynanda Naxa, podskarbi Wielkiego Księstwa Litewskiego Antoni Tyzenhaus. Nazwę nadano na cześć panującego ówcześnie króla Polski i Wielkiego Księcia Litewskiego.

## Architektura pałacu
Pałac był budynkiem dwukondygnacyjnym w środkowej części, z jednokondygnacyjnymi częściami bocznymi. Ściany zewnętrzne były zbudowane z ciosanego kamienia. Wewnątrz użyto technologii połączenia cegły z drewnem, czyli tak zwanego „muru pruskiego”. Część piętrową budynku nakrywał wygięty półkoliście dach, a parterową wysoki czterospadowy. Trzy zamknięte łukowato porte-fenêtry na piętrze, toskańskie pilastry między nimi, sztukaterie w postaci roślinnych girland, bonie na arkadach, fryz z tryglifami i rodowymi herbami na metopach ozdobiły ryzalit. Parterowe części boczne nie otrzymały już tak bogatych dekoracji. Elewacja ogrodowa również posiadała dwukondygnacyjny ryzalit, był on jednak trójboczny, a trzy zamknięte łukowato porte-fenêtry znalazły się na parterze, a nie na piętrze, gdzie zamiast nich widniały trzy wysokie, prostokątne okna. Pozostałe dekoracje były podobne do tych, które zdobiły elewację frontową. Na fryzie ponad głowicam pilastrów umieszczono w metopach na przemian herbowe „Ciołki” Poniatowskich i inicjały królewskie ASR. W początkach połowy XIX wieku wybudowano na obu krańcach krótkiej bryły jednosiowe i wysunięte skrzydła przypominające alkierze. Piętro pierwotnie mieściło tylko jedną salę teatralną.
Przed frontonem pałacu urządzono kolisty gazon, otoczony szeroką drogą dla pojazdów, a na przestrzał biegła ścieżka dla pieszych do okazałej bramy wjazdowej. Po obu stronach gazonu stanęły dwie parterowe oficyny, pięcioosiowe, pozbawione – poza boniami na narożnikach – jakichkolwiek dekoracji. Jedna z nich służyła za kuchnię i spiżarnię, w drugiej mieściła się administracja i mieszkała służba.

## Historia
Król zatrzymywał się w pałacyku w celach prywatnych dla odpoczynku, gdy przebywał na zamku w Grodnie od stycznia 1795 r. do lutego 1797 r., co wynika z zapisów urzędowych raportów hrabiego Eliasza Bezborodki. Relacjonuje on: „ 28 maja  (1795 r.) …wieczorem król przejeżdżał się konno za Niemen. W Łosośnie przypatrywał się musztrze batalionu strzelców, zajeżdżał do pałacu w Augustówku i o 10 wieczorem wrócił do zamku”.
Po  ostatnim rozbiorze Polski Augustówek został nadany generałowi Maurycemu hr. De Laçy za zasługi w wojnie rosyjsko-tureckiej. W archiwum domowym w Augustówku do pierwszej wojny światowej przechowywano jakoby listy Napoleona Bonaparte do generała pełne uznania dla jego zasług bojowych.
Obdarowany hrabia zamieszkał w królewskim pałacyku, ale fikcyjnie sprzedał go przyjacielowi, Karolowi hr. Medemowi, aby odsunąć od dziedziczenia swojego syna, którego postępowania nie akceptował. Majątek ten liczył wówczas wraz z sąsiednimi folwarkami i wsiami ok. 12 tysięcy hektarów. Hrabia Medem był właścicielem Augustówka dość krótko, bo już w 1820 r. odstąpił go siostrzeńcowi generała Maurycego hr. de Laçy, kapitanowi wojsk angielskich, Patrykowi O'Brien de Laçy, usynowionemu wcześniej przez generała i który połączył dwa nazwiska w jedno – O’Brien de Laçy. Przypuszczalnie to Karol Medem ufundował kaplicę pw. św.św. Piotra i Pawła, którą w 1821 r. ulokowano w połowie topolowo-klonowej alei, w pobliżu stojącej tam od 1794 roku i istniejącej jeszcze karczmy.
Patryk O’Brien de Laçy osiedliwszy się na ziemiach polskich nawiązał kontakt z sąsiadującymi z Augustówkiem polskimi rodzinami ziemiańskimi Druckich – Lubeckich, Czetwertyńskich i Niemcewiczów oraz sam się spolonizował oraz wychował jako Polaków swoich potomków. Spośród sześciorga dzieci jakie miał z Julią von Damme troje zawarło związki małżeńskie z polskimi arystokratami. Dawny pałacyk króla z przyległymi folwarkami odziedziczył syn Patryka i Julii, Aleksander O'Brien de Laçy, żonaty z Gabrielą Radowicką. Aleksander też miał sześcioro dzieci, które obdzielił odziedziczonym majątkiem.
W latach 1912–1914 prowadzono przebudowę pałacu według projektu Mariana Baehra, pokrywając dach dachówką w miejsce blachy i usuwając zniekształcenia z XIX wieku. 

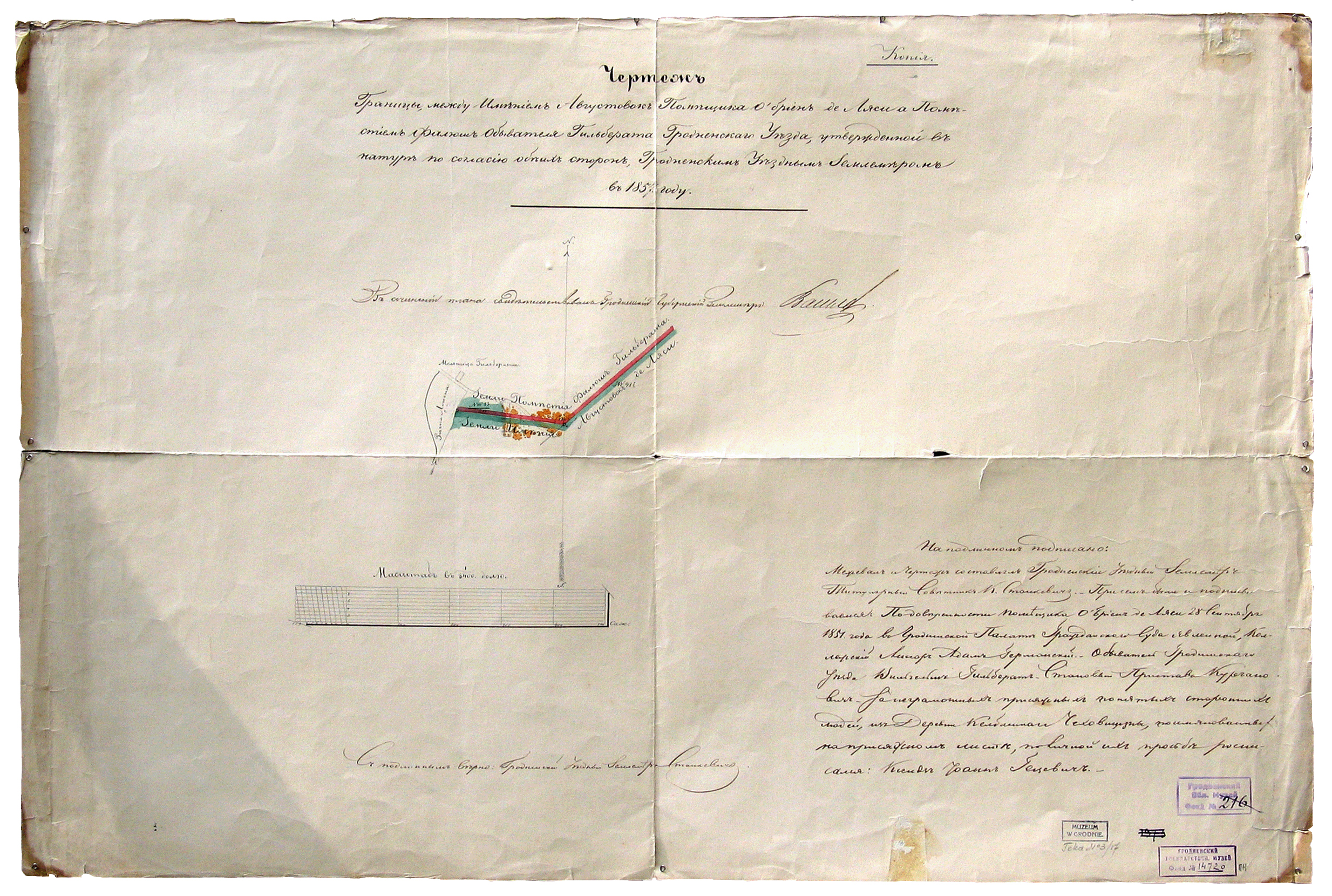
Augustówek w 1857

Od 1908 r., tj. od śmierci Aleksandra O'Brien de Laçy, który odziedziczył Augustówek z kilkoma przyległymi folwarkami, pozostałe po nim majętności były jakiś czas we wspólnym władaniu wdowy, synów – Maurycego jun., Terencjusza i Patryka oraz córek – Marii Jahołkowskiej, Genowefy Zembrzuskiej i Aleksandry hr. Miączyńskiej. Taki stan prawny trwał do 1921 r., kiedy to nastąpił układ familijny, na podstawie którego Augustówek podzielony został na dwie części. Jedną wraz z pałacem otrzymał wówczas pułkownik wojska polskiego – Terencjusz O'Brien de Laçy, druga wraz z dawną karczmą i kaplicą z grobami rodzinnymi przypadła jego młodszemu bratu – Maurycemu O'Brien de Laçy, który utrzymaną w stylu stanisławowskim karczmę przebudował na dwór i obrał za swą nową siedzibę. 

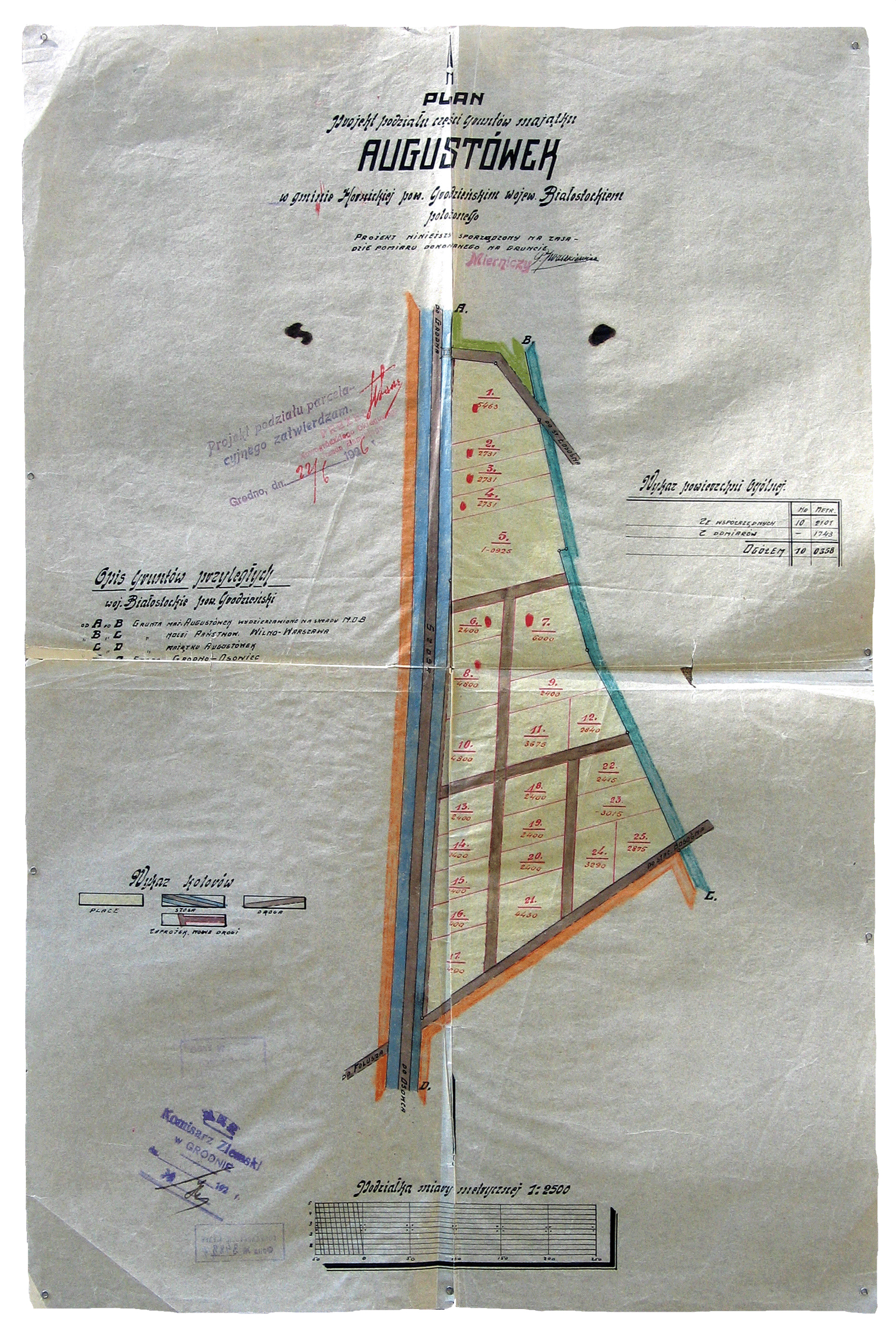
Plan podziału dóbr Augustówek z 1926 r.

W czasie I wojny światowej pałac w 1915 roku spłonął wraz z zabytkowymi  meblami i innymi cennymi zbiorami na skutek podpalenia przez uciekające przed Niemcami wojska rosyjskie. Po spaleniu się pałacu zachowały się oficyny i w jednej z nich zamieszkał płk Terencjusz O'Brien de Laçy.

## Karczma – dwór Maurycego O'Brien de Laçy

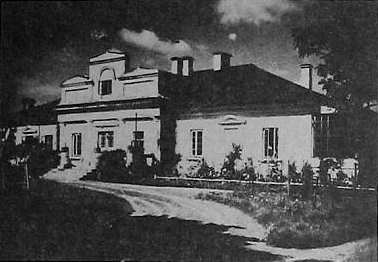
Karczma po przebudowie na dwór przed 1939

Na terenie majątku w 1794 roku zbudowana została, zachowana nadal przy ulicy Repnina 5a karczma, która stanęła w pobliżu przecięcia alei topolowej przez Trakt grodzieński, prowadzący bezpośrednio z miasta do fabryk Tyzenhauza na Foluszu nad rzeką Łososianką, dopływem Niemna. Karczma swym zewnętrznym wyglądem przypominająca raczej klasycystyczny dwór niż zajazd, została wzniesiona na planie prostokąta o szeroko rozstawionych dziesięciu osiach, parterowa, kryta czterospadowym dachem. W jej środkowej  części występuje pseudoryzalit z belkowaniem  wspartym na czterech kolumnach. W jego trójosiowej części środkowej występował pseudoryzalit z belkowaniem wspartym na czterech przyściennych kolumnach. Ponad wydatnym, profilowanym, nakrytym daszkiem gzymsem zamykającym ryzalit, znajdowała się niewielka facjatka z prostokątnym oknem, ujętym w ramy ćwierćkolistego naczółka, i dwiema umieszczonymi po bokach, rozczłonkowanymi płycinami, ściankami attykowymi. Powściągliwą dekorację elewacji frontowej uzupełniały dalsze naczółki: poziomy nad drzwiami wejściowymi, trójkątne nad środkowymi oknami partii bocznych, a w końcu gzymsy podparapetowe. Ryzalit poprzedzał taras. Elewacja ogrodowa nie posiadała ryzalitu.
Po 1921 roku część z karczmą i kaplicą została własnością Maurycego. Po dokonanej przebudowie wnętrz dawnej karczmy, budynek stał się jego siedzibą. Maurycy O'Brien de Laçy, żonaty z rosyjską księżniczką, Nadzieją Drucką (zwaną Adzią), przebudował karczmę tak, że stała się ona podobna do klasycystycznego pałacyku. Po pewnym czasie siedziba ta stała się salonem literackim, który gościł takie osobistości życia literackiego jak Maria Dąbrowska, Zofia Nałkowska, Julian Tuwim, Juliusz Kaden-Bandrowski, Jan Parandowski. Nadzieja Drucka, uzdolniona literacko, napisała kilka powieści, była założycielką i prezeską Towarzystwa Przyjaciół Literatury i Sztuki im. Elizy Orzeszkowej. Od 1930 r. została członkinią polskiego PEN-Clubu. Na terenie majątku pisarka wraz z mężem organizowała letniska dla niezamożnej ludności Grodzieńszczyzny. Maurycy O’Brien de Laçy w latach 1929-1932 był prezydentem miasta Grodna. Pełnił również on szereg funkcji społecznych. Przez dłuższy czas prezesował w Związku Ziemian.
Oboje małżonkowie mieszkali w Augustówku do września 1939 r. Potem wyjechali do Warszawy i tam biorąc udział w działalności konspiracyjnej przeżyli okupację niemiecką.
Dwór przetrwał II wojnę światową. Powojenna rozbudowa Grodna spowodowała, że znalazł się w jego śródmiejskiej, lewobrzeżnej dzielnicy, przy ul. Riepina, otoczony typowymi dla socjalistycznego budownictwa blokami. Do września 2018 roku mieściło się w nim przedszkole, które stamtąd wyprowadzono ze względu na zły stan techniczny budynku.
Pobyt Witkacego
W czerwcu 1939 roku na zaproszenie właścicieli przebywał w Augustówku Stanisław Ignacy Witkiewicz „Witkacy”, który został tam zaproszony przez żonę gospodarza. Na piętrze dworku zorganizowano „dwa urocze pokoje gościnne o niskich drewnianych sufitach i podłużnych oknach, co czyniło je podobnymi do kabin okrętowych”, z których jeden zajmował Witkacy. Po latach Nadzieja Drucka napisała „Muszę przyznać, że pobyt Witkacego w Augustówku był dla mnie ciężką próbą. Uprzedzano mnie, że wizyta ta musi się skończyć kłótnią i zerwaniem stosunków. Ponieważ bardzo wysoko ceniłam Witkacego i dumna byłam z jego rzekomej przyjaźni, byłam cały czas w napięciu, uważałam, by niczym go nie dotknąć – z drugiej jednak strony, znając już wysokie walory jego umysłu, zżymałam się na jego »wygłupianie się« wobec licznego towarzystwa zgromadzonego u nas na wsi. [...] zrywał się od stołu […], przykładał połówkę czarnego grzebyka nad górną wargę, podnosił rękę i zaczynał wrzeszczeć po niemiecku”.
Irmina Bajer w książce Joanny Siedleckiej „Mahatma Witkac” wspominała, że Witkacy w Augustówku „wróżył […] z kart i pisma, […] widział wszystko na czarno. Przewidywał na przykład wojnę, zagładę Europy, pewnego świata, w tym właśnie i ziemiańskiego. Nie wierzył zupełnie, że »jesteśmy silni, zwarci i gotowi«”. Przed wyjazdem miał powiedzieć gospodyni, że jest u niej ostatni raz w życiu, a na pytanie, czy było mu tu źle, udzielił następującej odpowiedzi: „Było mi tu wyjątkowo dobrze, ale wiem to i czuję, że czekają nas złe czasy”.

## Kaplica pw. śś. Piotra i Pawła
Kaplica wzniesiona wraz z ogrodzeniem z bramą-dzwonnicą w latach 1817-1818 r. jako kaplica dworska majątku Augustówek należącym wówczas do Maurycego de Lacy. Nad zbudowaną w stylu klasycystycznym czworoboczną kaplicą wznosi się kopuła zwieńczoną latarnią i krzyżem. Wewnątrz kaplica otrzymała kształt rotundy. Pod podłogą znajdowała się krypta grobowa właścicieli pałacu. W ołtarzu umieszczono obraz  Matki Boskiej, a po bokach podobizny św. Piotra i św. Pawła. Kaplicę poświęcono 29 czerwca 1818 r. jako kaplicę świętych Piotra i Pawła Apostołów i oddano pod opiekę franciszkanom. 20 grudnia 1818 r. na polecenie mohylewskiego arcybiskupa Stanisława Siestrancewicza przy kaplicy założono filię parafii grodzieńskich franciszkanów. Po roku Maurycy de Laçy przekazał świątynię ojcom franciszkanom, by oni "odprawiali w niej Mszę Świętą w każdą niedzielę i w święta świętych patronów Piotra i Pawła". W krypcie świątyni znajdował się grobowiec rodu de Laçy. W świątyni odbywały się także śluby, na przykład 20 września 1903 r. miał miejsce ślub Ryszarda Jodkowskiego i Marii O'Brien de Laçy. Przy kaplicy świętych Piotra i Pawła w połowie XIX w. był czynny także szpital dla 6 ubogich.
Po rozpoczęciu okupacji sowieckiej w 1939 roku kaplica została obrabowana, po czym przez długi czas stała zaniedbana i popadała w ruinę. W 1997 roku grodzieńscy ojcowie franciszkanie zaczęli odnawiać zrujnowaną świątynię, wg projektu Światosława Szejko z 1996 roku. Podczas odbudowy nie odtworzono dekoracyjnego wypełnienia metop we fryzie belkowania i profilowanego obramienia portalu. Nie odtworzono też malowideł ściennych. Później ojcowie przekazali ją diecezjalnemu duchowieństwu, które dokończyło prace remontowe. Ponieważ obok byłej siedziby powstało nowe osiedle, biskup grodzieński Aleksander Kaszkiewicz powołał tu dekretem z 10 stycznia 1998 r. nową parafię, która liczyła około 8000 wiernych. Kaplica należy do parafii rzymskokatolickiej pw. Matki Bożej Ostrobramskiej (Miłosierdzia) w Grodnie. W pobliżu kaplicy po 2006 roku wzniesiono nowy kościół rzymskokatolicki.

## Park
Rezydencję Augustówek otaczał około 20-hektarowy park o założeniu regularnym z wykopanym podłużnym stawem. Z czasem park zaczął nabierać cech krajobrazowych. Do pałacu wiodły aleje dojazdowe, z których jedna prowadziła od bramy do odległego o półtora kilometra Niemna. Park ten zachował się jedynie szczątkowo.